# KRename
KRename 是一款可用于一次重命名多个文件及文件夹的 KDE 软件。许多使用 Plasma 作为默认桌面环境的 Linux 发行版都包括该软件。

## 特性
- 文件和目录皆可重命名
- 可递归地重命名目录中的所有文件
- 可在重命名时可忽视隐藏文件
- 可自如地拼写：大写、小写，或首字母大写
- 可向文件名添加前缀或后缀
- 可搜索/替换文件名的一部分（支持正则表达式）
- 可为文件名添加序号（支持起始、步进、偏移量等功能）
- 可改变文件的所有者和权限
- 可改变改变文件的获取和修改的时间
- 可将重命名后的文件转移至新创建的目录（每个目录的文件及该目录编号的格式可定义）
- 可提取的 MP3/ogg 文件的 ID3 信息
- 可提取图像文件的 Exif 信息
- 可向文件名添加目前的日期和时间
- 可更改文件的扩展名字
- 可撤消命名
- 可在批处理过程中对某些文件重新手动重命名
- 同 Konqueror、Krusader、Dolphin 相集成
- 使用 JavaScript 脚本
- 支持转写